# Mostasteless
Mostasteless – pierwszy album amerykańskiej grupy Twiztid, oryginalnie wydany 25 listopada 1997 roku.
Jest to pierwszy materiał nagrany przez byłych członków House of Krazees, Jamie Madroxa i Monoxide'a jako Twiztid.
Pierwsze wydanie płyty zawierało kontrowersyjną okładkę ze zdjęciem „zmutowanych” płodów. Mimo iż wewnątrz okładki znalazło się wyjaśnienie, że jest to zdjęcie użyte w serialu „Z Archiwum X”, album nigdy nie trafił do sklepów. W 1998 roku „Mostasteless” zostało wydany po raz drugi, tym razem jednak ze względu na problemy z samplami można go było dostać tylko w środkowo-zachodniej Ameryce.
W czerwcu 1999 roku, nakładem wytwórni Island Records album został wydany ponownie z nową „komiksową” okładką oraz kilkoma zmienionymi utworami.

## Lista utworów
| #  | Wydanie Psychopathic Records                             | Czas |
| -- | -------------------------------------------------------- | ---- |
| 1  | "Twiztid" (Intro)                                        | 0:47 |
| 2  | "2nd-Hand Smoke"                                         | 4:30 |
| 3  | "Diemuthafuckadie"                                       | 4:02 |
| 4  | "Smoke Break"                                            | 0:38 |
| 5  | "Murder, Murder, Murder"                                 | 3:16 |
| 6  | "First Day Out"                                          | 4:18 |
| 7  | "Somebody's Dissin' U"                                   | 3:35 |
| 8  | "Meat Cleaver" (gość. Insane Clown Posse, Myzery)        | 4:25 |
| 9  | "How Does It Feel?"                                      | 3:43 |
| 10 | "She Ain't Afraid"                                       | 5:57 |
| 11 | "Whatthefuck!?!?"                                        | 4:35 |
| 12 | "Anotha Smoke Break"                                     | 0:40 |
| 13 | "85 Bucks an Hour" (gość. Insane Clown Posse)            | 3:15 |
| 14 | "Renditions of Reality"                                  | 5:19 |
| 15 | "Hot-line Phone Number (ukryty track)" (gość. Violent J) | 2:30 |

| #  | Wydanie Island Records                                       | Czas |
| -- | ------------------------------------------------------------ | ---- |
| 1  | "Twiztid" (Intro)                                            | 0:47 |
| 2  | "2nd-Hand Smoke"                                             | 4:30 |
| 3  | "Diemuthafuckadie"                                           | 4:02 |
| 4  | "Rock the Dead"                                              | 4:52 |
| 5  | "Spin the Bottle"                                            | 4:13 |
| 6  | "Blink"                                                      | 4:25 |
| 7  | "How Does It Feel?"                                          | 5:57 |
| 8  | "85 Bucks an Hour" (gość. Insane Clown Posse)                | 3:15 |
| 9  | "First Day Out"                                              | 4:18 |
| 10 | "Whatthefuck!?!?"                                            | 3:44 |
| 11 | "Bury Me Alive"                                              | 4:08 |
| 12 | "Hound Dogs" (gość. Insane Clown Posse, Blaze Ya Dead Homie) | 6:03 |
| 13 | "Renditions of Reality"                                      | 5:19 |